# Ma’arrata (Idlib)
Ma’arrata (arab. معراتة) – wieś w Syrii, w muhafazie Idlib. W 2004 roku liczyła 2263 mieszkańców.